# Sarah and Son
Sarah and Son è un film del 1930, diretto da Dorothy Arzner.
Il film cerca di ripetere lo stesso schema che tanto successo aveva avuto in Anna Karenina (1927) con Greta Garbo, John Gilbert e Philippe De Lacy. A interpretare la parte della madre cui il figlioletto (Philippe De Lacy) è sottratto dal marito violento, è questa volta Ruth Chatterton, mentre il ruolo del nuovo amore che permette la ricostruzione della famiglia è affidato a Fredric March. Il film è basato su un romanzo dello stesso titolo di Timothy Shea, adattato per lo schermo da Zoë Akins.
Ruth Chatterton fu candidata per l'Oscar alla miglior attrice per la sua interpretazione nel film.

## Trama
Un marito poco di buono, attore di vaudeville, dopo aver abusato per anni della moglie, scompare con il figlio Bobby e finisce per venderlo a una famiglia benestante, gli Ashmore. Bobby (Philippe De Lacy), insoddisfatto dei troppo protettivi Ashmore, fugge di casa per vivere con suo zio Howard Vanning (Fredric March), un avvocato di successo. Nel frattempo la madre - divenuta una cantante d'opera di fama mondiale - ha finalmente abbastanza tempo e denaro per iniziare la ricerca del figlioletto perduto e verrà corteggiata proprio da Howard Vanning. All'inizio, i genitori adottivi si rifiutano di restituire il ragazzo e tentano di ritornare al suo posto il figlio sordomuto di uno dei loro servitori, ma poi tutto si chiarisce con l'inevitabile lieto fine.

## Produzione
Il film fu prodotto dalla Paramount Pictures con il nome Paramount Famous Lasky Corporation.

## Distribuzione
Distribuito dalla Paramount, il film uscì in sala il 14 marzo 1930.

### Data di uscita
IMDb
- USA	14 marzo 1930
- USA   1958 (TV)

Alias
- Sarah and Son   USA (titolo originale)
- Wiegenlied	Germania